# James Lewis Perry
James Lewis Perry (Ciutat del Cap, 19 de novembre de 1979) va ser un ciclista Sud-africà que fou professional del 2001 al 2009. Era especialista en el contrarellotge on va obtenir diferents campionats nacionals i una medalla de bronze al Campionat de món en categoria sub-23 l'any 2001.

## Palmarès en ruta
- 2000
  -  Campió de Sud-àfrica en critèrium
- 2002
  -  Campió de Sud-àfrica en contrarellotge
- 2005
  - 1r al Gran Premi Möbel Alvisse
- 2008
  -  Campió de Sud-àfrica en contrarellotge

## Palmarès en pista
- 2011
  -  Campió de Sud-àfrica en persecució
  -  Campió de Sud-àfrica en persecució per equips
- 2012
  -  Campió de Sud-àfrica en persecució
- 2013
  -  Campió de Sud-àfrica en persecució per equips